# Вестерн (конный спорт)

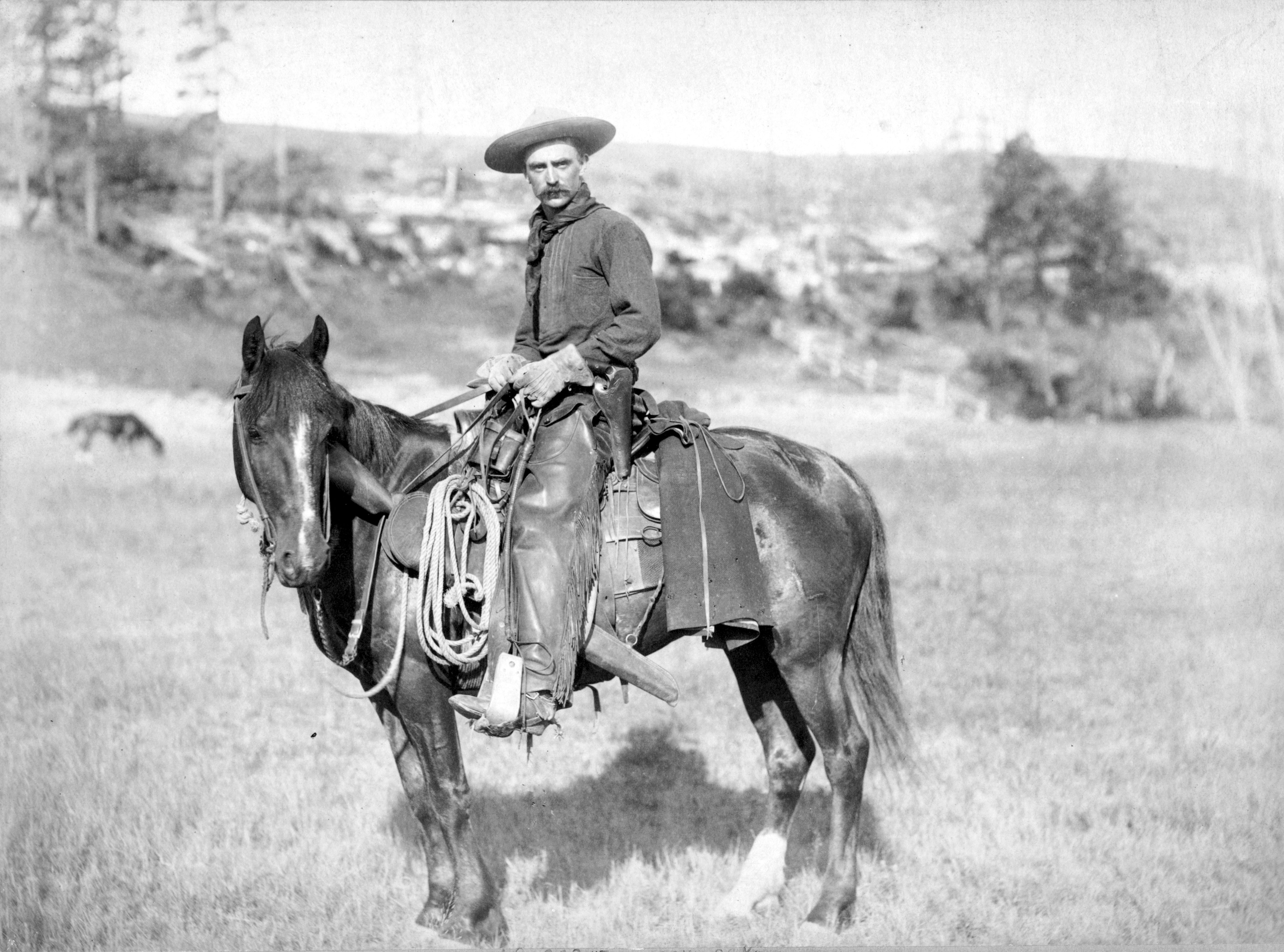
Историческая фотография рабочего ковбоя

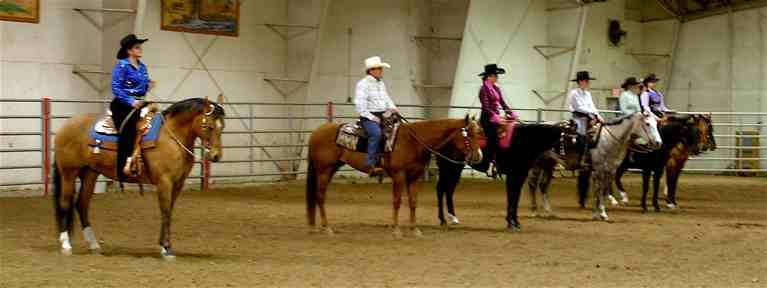
Современные ковбои — спортсмены, выступающие на различных соревнованиях по езде в стиле вестерн

Верховая езда в стиле вестерн повсеместно распространена в США, а сейчас стремительно завоёвывает весь мир. Вестерн-спорт становится всё более популярным в Европе, а с недавнего времени и в России. Одна из самых зрелищных и популярных дисциплин — рейнинг — уже признана ФЕИ и включена в программу Всемирных конных игр.

## Принципы езды в стиле вестерн
Принципы езды в стиле вестерн можно проследить почти до 400 года до нашей эры, когда греческий солдат и историк Ксенофонт описал основы выездки лошади: баланс, контроль весом, терпение и мягкость — ключ к хорошо обученной и податливой лошади. Основные положения его теории использовали в своей ежедневной работе испанские всадники-вакеро, которые и привезли свой стиль в Америку в начале XVI века. Уже там он слегка адаптировался под местные нужды и особенности и сформировался в американский уникальный стиль верховой езды — вестерн. В стиле вестерн также выделают две традиции — калифорнийскую (более утончённая выездка лошади) и техасскую (более практичная) школы.
Американские ковбои проводили много часов в седле, а стиль езды и снаряжение были приспособлены для работы с лассо и «сортировки» стада, часто на пересечённой местности. Как раз из-за лассо и появился т. н. фирменный знак вестерна: нек-рейнинг, ковбой мог управлять лошадью только одной рукой, поэтому все лошади были обучены поворачивать от приложения повода к шее.
Несмотря на разительные отличия в амуниции и одежде между классическим (английским) и ковбойским стилем, разница между именно ездой не настолько велика, как думает большинство конников. Оба стиля требуют от всадника уверенной и независимой посадки и мягкой работы поводом. Основная разница в выездке лошади, пожалуй, состоит в том, что ковбойская лошадь обучена большей самостоятельности, а в обучении используются её естественные движения при работе с коровой.

## Снаряжение лошади и всадника

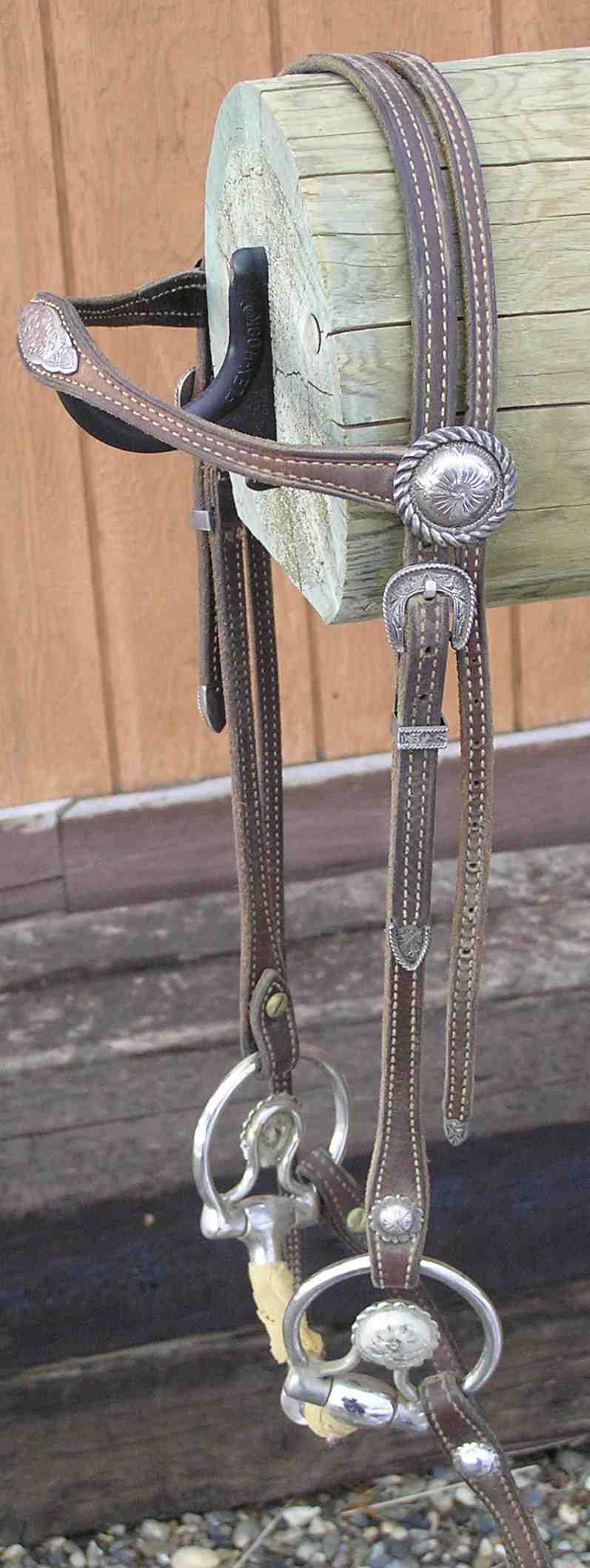
Трензельное оголовье вестерн

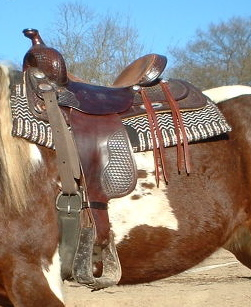
Седло вестерн

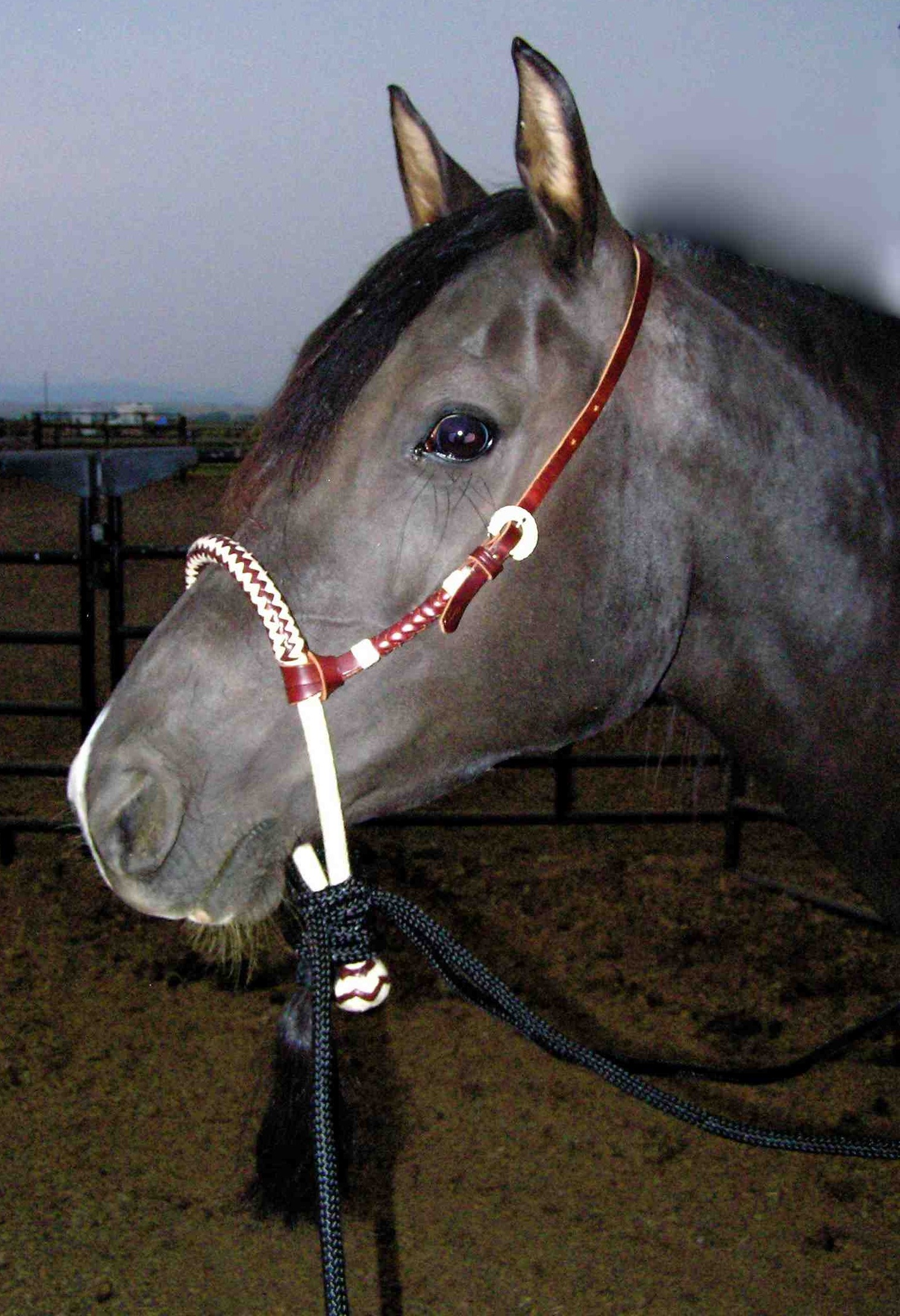
Лошадь в бестрензельном оголовье bosal

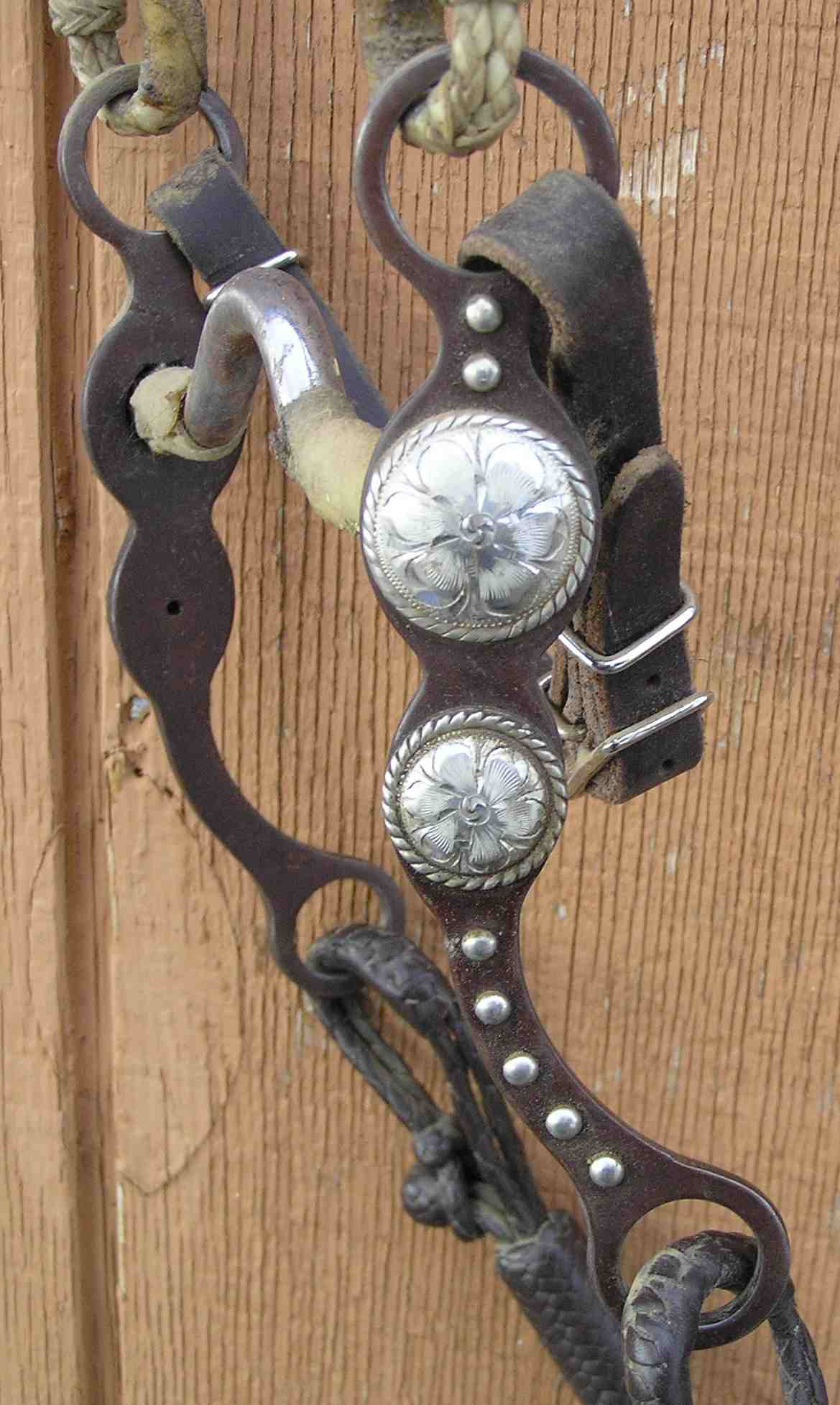
Ковбойское рычажное железо

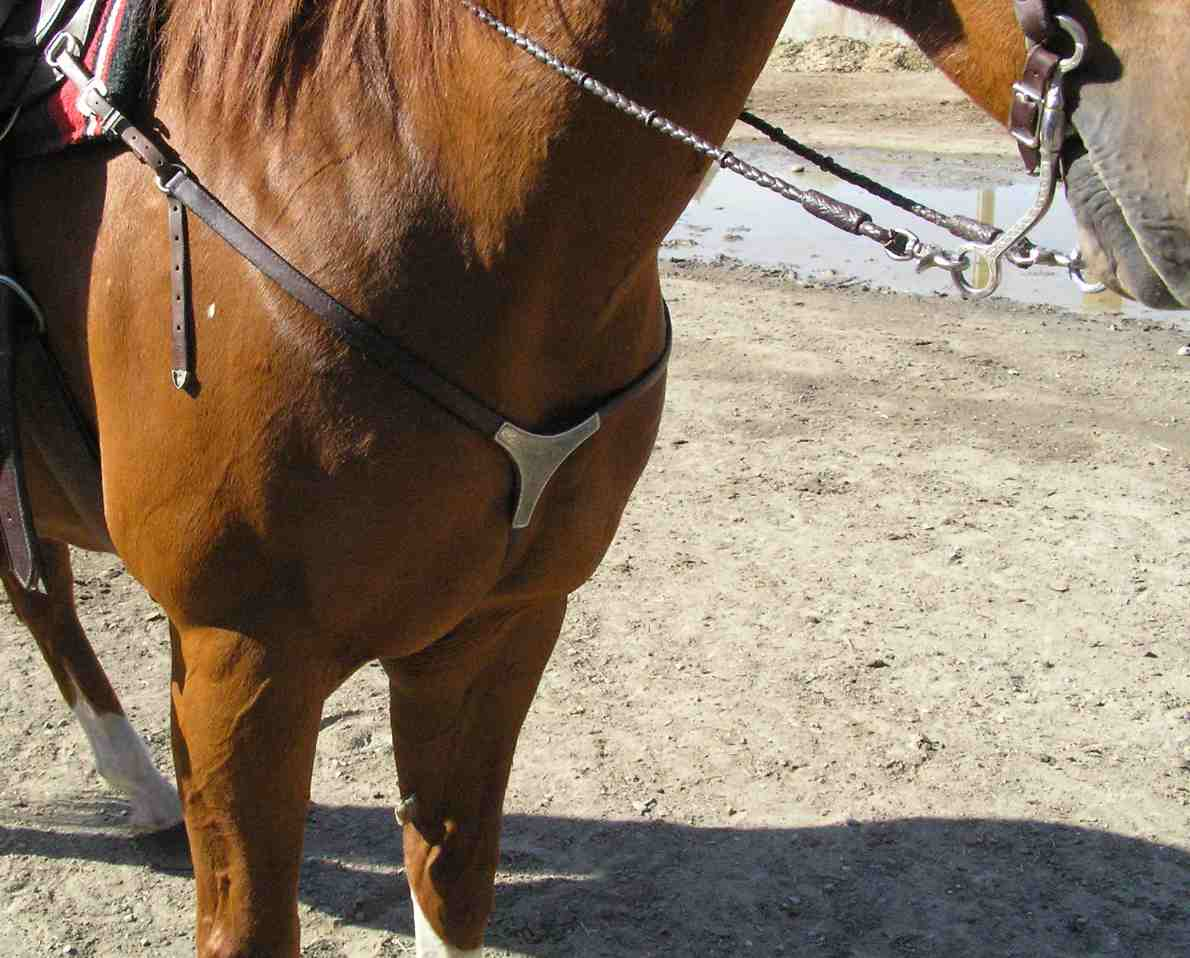
Нагрудник, удерживающий седло на месте, рабочие варианты менее роскошны и более практичны

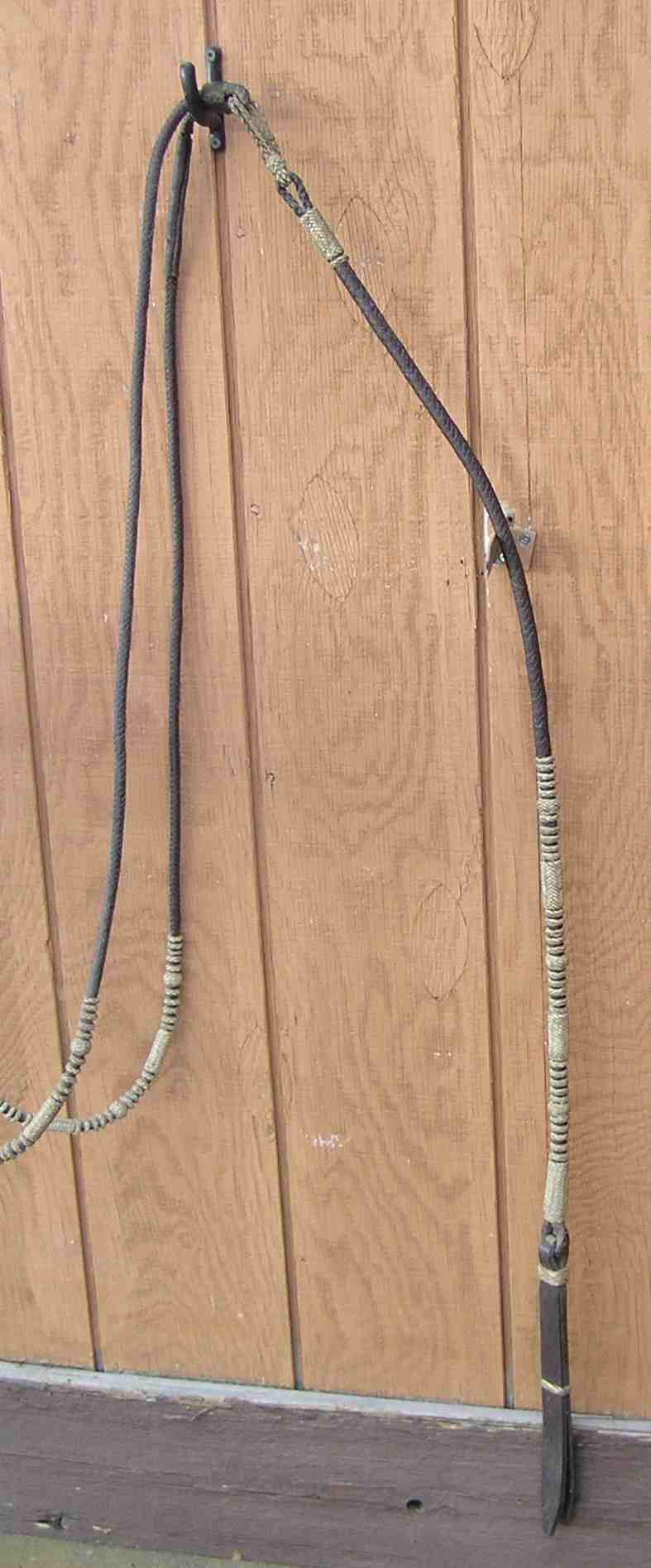
Поводья romal

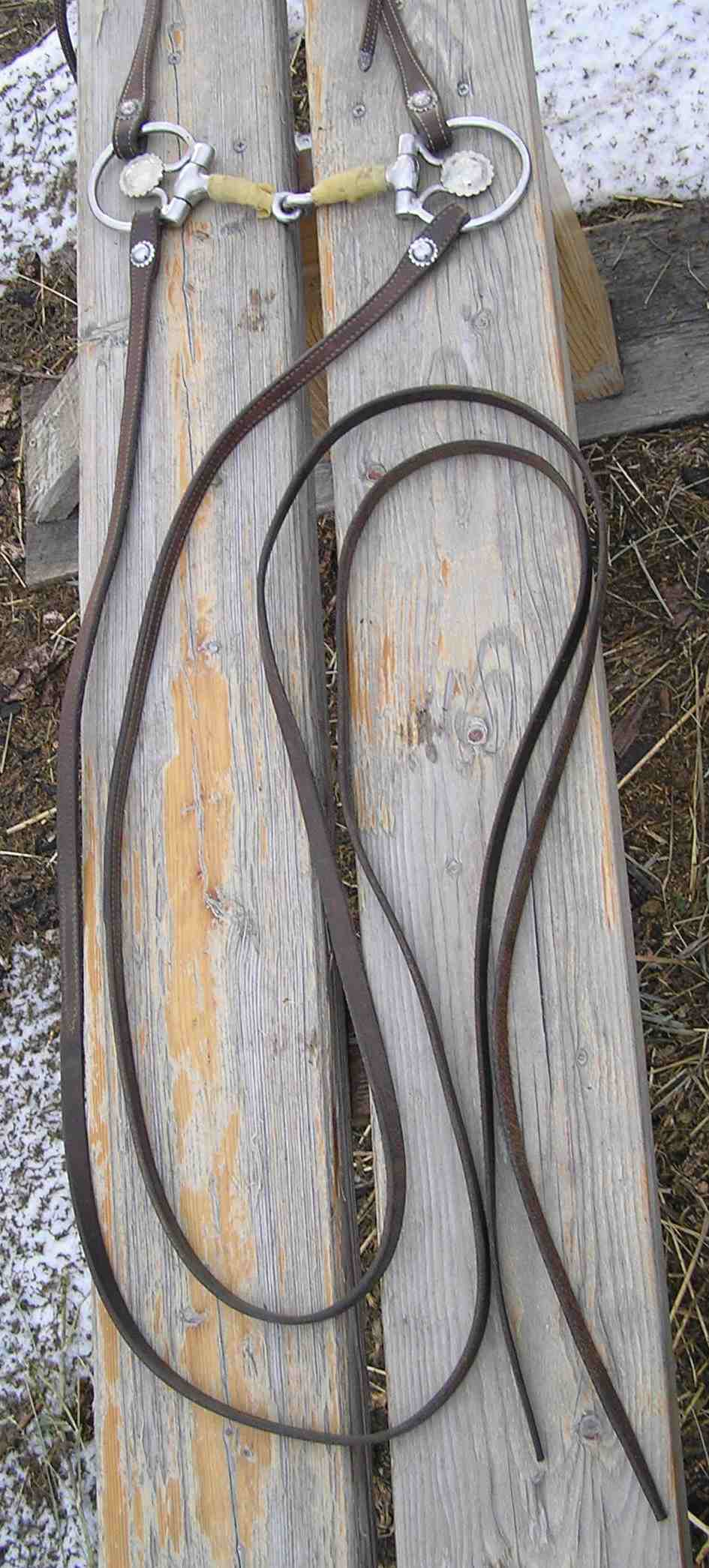
Раздельные split-поводья

Работа ковбоя требовала снаряжения, отличного от привычного глазу «английского», используемого в классических видах конного спорта. Ковбои проезжали в день большие расстояния и работали с полудиким стадом, часто маневрируя на высокой скорости по пересечённой местности. Если всадник вдруг падал с лошади, он оставался фактически один за многие километры от дома. Также и лошади, проводящей многие часы под седлом, нужно было обеспечить комфорт. Поэтому основная особенность стиля вестерн — седло. Массивное, глубокое, с широким ленчиком, распределяющее вес всадника по большей площади спины лошади. В первую очередь бросается в глаза рожок (на него наматывали лассо, а также вешали повод, чапсы и т. п.), высокие луки, широкие фендеры и массивные стремена. В зависимости от особенностей географии на переднюю часть стремян надевались тападерос (tapaderos, «taps») — специальные «чехлы», которые препятствовали попаданию в стремя и на сапоги ковбоя — пыли, веток и колючек. У ковбойских сапог более острые носы и высокие каблуки, чем у традиционных сапог для верховой езды. Благодаря их форме (и форме стремян), сводится к минимуму возможность застревания ноги всадника в стремени при падении.
Для управления лошадью на свободном поводе также было нужно другое оголовье. Одно из основных различий классического и ковбойского оголовий — железо. Выезженная вестерн-лошадь управляется на рычажном железе (curb bit) с одним поводом, рычаги такого железа длиннее, чем рычаги «классического» мундштука (используемого в «английском двойном» оголовье) или пеляма. Поводья используются двух видов: длинный раздельный повод (split reins) техасской школы или соединённый повод Ромэл (Romal reins) калифорнийской школы. Молодых лошадей начинают обучать в техасской школе на трензельном оголовье (трензель также отличается от «английского»), либо перед трензелем на сайд-пулле (бестрензельное оголовье), в калифорнийской школе согласно традициям вакеро после трензеля лошадь переводят на босал (ковбойская хакамора), затем к босалу добавляют рычажное железо, работают на таком двойном оголовье и лишь потом переводят лошадь окончательно на рычажное железо.

### Одежда всадника
Одежда вестерн-всадника также отличается от «английского» стиля, привычного зрителям и участникам соревнований по выездке, конкуру или троеборью. Ковбой одет в рубашку с длинным рукавом, джинсы, сапоги и, конечно, ковбойскую шляпу. Обычно поверх джинсов также надевают защитные кожаные «штаны» — чапсы (от испанского слова chaparejos или chaparreras). Рабочая одежда ковбоя дублируется и на шоу-арене, на соревнованиях по вестерн-спорту или родео, разве что на соревнованиях одежда чаще всего более ярких цветов. Да и рабочие ковбои вряд ли наденут светлые чапсы и белую шляпу.

### Снаряжение для выступлений
На соревнованиях по вестерн-дисциплинам часто можно увидеть яркое, броское снаряжение и одежду, в отличие от «английских» традиций выступлений, когда одежда и амуниция не отличаются разнообразием. Сёдла, оголовья и железо часто украшены богатым тиснением и гравированными серебряными накладками. Рубашки всадников-мужчин часто более ярких цветов, женщины вместо рубашек надевают водолазки ярких цветов, украшенные стразами и вышивкой. Большие гравированные серебряные пряжки, шпоры с гравировкой — также бросаются в глаза у спортсменов-ковбоев. Чапсы и шляпы более тонкого материала и по цвету обычно гармонируют с амуницией или мастью лошади.

## Соревнования в вестерне

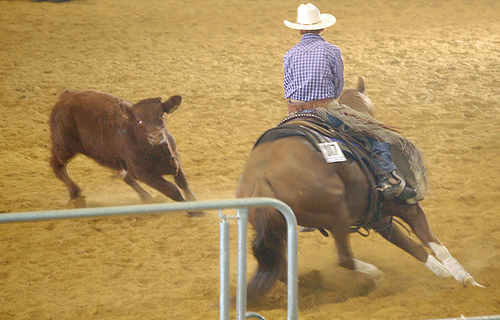
Работа с коровой

Все соревнования в стиле вестерн можно условно разделить на стильный вестерн и родео. Объединяет их, пожалуй, одно: непринуждённая обстановка, публика, шумно приветствующая выступающих (часто публику сравнивают по громкости с футбольными фанатами) и при этом спокойные и расслабленные лошади.

### Стильный вестерн
Некоторые дисциплины стильного вестерна:
- Western pleasure — один из самых популярных видов соревнований в стиле вестерн. В отличие от других видов — рейнинга, трейла, баррел-рейсинга и пр. — здесь на манеже одновременно выступают много участников. Тут оцениваются не только таланты всадника и выезженность лошади, но и её аллюры и послушание. Всадники едут друг за другом вдоль стенки манежа шагом, джогом (очень медленная рысь) или лоупом (очень медленный галоп). Во время езды судья подаёт команду, каким аллюром ехать, когда сменить направление. Также судья просит остановку и осаживание. Лошадь остаётся собранной и внимательной ко всаднику, управляется незаметными командами на свободном поводе, переходы из аллюра в аллюр незаметны.
- Western Horsemanship — очень популярный вид спорта среди начинающих всадников и любителей. Схема соревнований представляет собой набор разнообразных элементов, которые лошадь и всадник должны правильно и красиво выполнить. Это может быть езда по прямой различными аллюрами, разнообразные вольты, заезды и развороты. В схеме всегда присутствуют остановки и осаживания, судья также может добавить в схему спин, повороты на заду и на переду или их комбинацию, различные боковые движения. В последнее время популярными становится также прибавленные рысь и галоп. В отличие от других видов спорта в Вестерн Хорсманшип оценивается именно мастерство всадника и его умение эффективно и незаметно давать правильные команды лошади.
- Western Trail — своего рода паркур в стиле вестерн. На манеже раскладывают маршрут, который должны преодолеть участники. Его составляют минимум из 6 препятствий, 3 из которых обязательные (ворота (открыть, проехать, закрыть не отрывая руки); жерди, разложенные на земле (не меньше 4, через них нужно пройти); осаживание (в жердях, положенных в форме I, L, V, П или вокруг маркеров)) и по выбору (это может быть мост, разворот в квадрате, плащ (надеть и снять), почтовый ящик, сайд-пасс (принимание под 90 градусов вдоль, над или между жердями, маркерами и т. п.) и пр.). На маршруте оценивается поведение лошади при преодолении препятствия, самостоятельный выбор прохождения простых препятствий и внимательность к командам всадника в более сложных заданиях. Также оценивается качество и ритмичность аллюров. Судьи любят, когда лошадь проявляет интерес к препятствию, а не проходит его механически. С 2005 года соревнования по Трейлу проводятся и в России. На выставке Эквирос в 2008 году прошёл Кубок Федерации Конного Вестерн Спорта по вестерн-трейлу. Также Федерацией было проведено несколько семинаров по Трейлу, которые вызвали большой интерес российских конников.

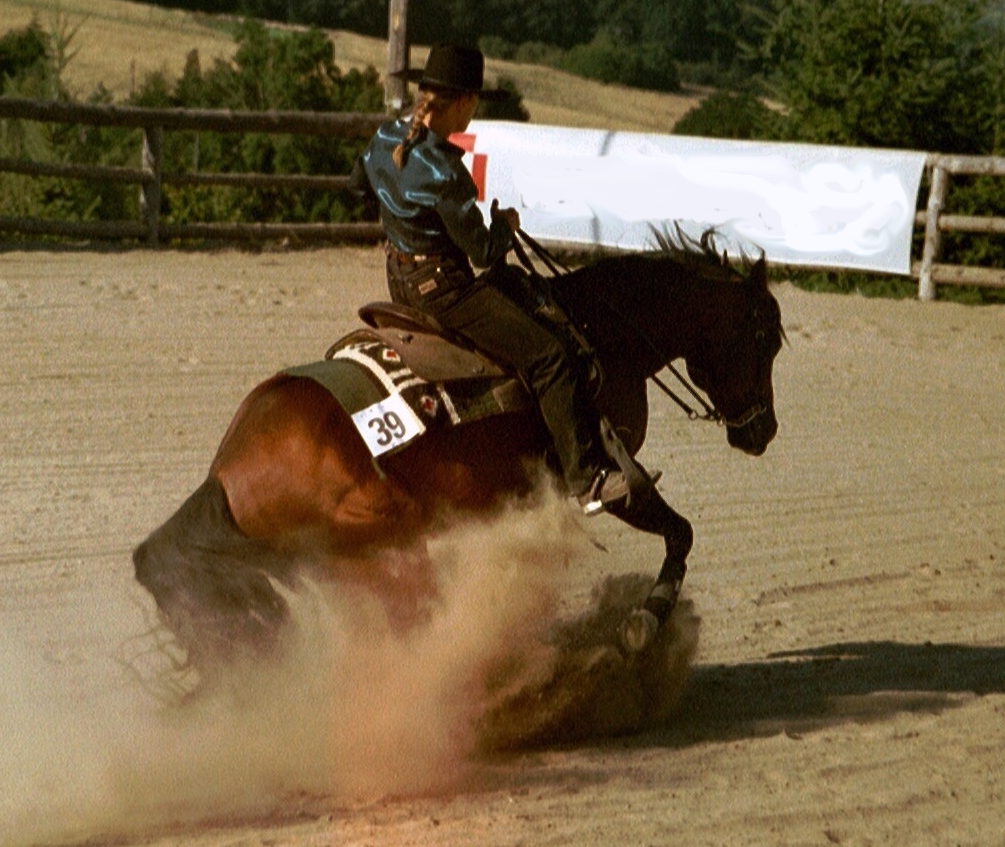
Скользящая остановка — визитная карточка рейнинга

- Reining — самые динамичные и зрелищные соревнования, часто его называют «выездкой» в мире вестерна. Рейнинг — признан ФЕИ и входит в программу Всемирных конных игр. Участники выступают на манеже по одному, в каждом турнире оговорена схема езды (выбирается из утверждённых в правилах Ассоциации рейнинга). В схему входят круги на галопе (большие на быстром галопе и маленькие на лоупе), менка на галопе, спин (быстрое «верчение» на месте, до 4 оборотов в одну и другую стороны), роллбэк (остановка с галопа, мгновенный разворот на 180 градусов и подъём в лоуп) и, конечно же, символ рейнинга — скользящая остановка (sliding stop, лошадь скачет галопом на максимальной скорости, по команде всадника тормозит задними ногами, фактически скользит).
- Cutting — здесь судится исключительно работа лошади. Ковбой должен отрезать бычка от стада и продержать его на расстоянии от него заданное время. Ковбою даётся 3 попытки для того, чтобы показать, на что способна его лошадь. Участник шагом въезжает в стадо телят с поводьями в одной руке и, держа их высоко над седлом, выбирает одного из них. Сигналом для лошади и судей, что телёнок выбран, служит опускание поводьев. С этого момента лошадь переключает всё своё внимание на этого телёнка и всадник не должен помогать лошади (во всяком случае так, чтобы это было заметно судьям). Лошадь держит намеченного телёнка и не даёт ему вернуться в стадо. При этом лошадь может двигаться только вправо или влево, но не вперёд и не назад, всадник может держаться одной рукой за седло. Чем больше и быстрее телёнок бегает и меняет направления, тем больше очков может заработать лошадь. На поле есть и помогающие всадники, не дающие телёнку убежать вглубь арены, в противоположную от стада сторону.
- Working cow horse — также называют Reined cow horse, своеобразный вид ковбойского троеборья, который дословно можно перевести как «Выездка для работы с коровой» или «Выездка рабочей лошади». Соревнования состоят из трёх отдельных этапов — работы со стадом (herd work), рейнинга (reining) и работы с коровой (cow work). Каждый из этапов оценивается отдельно, после чего из трёх оценок складывается одна суммарная для определения победителя.
- Versatility Ranch Horse — цель этих соревнований — проверить рабочие качества ковбойских лошадей и выбрать лучшую из них. Здесь лошади показывают свои способности, универсальность и сложение, необходимые в работе на ранчо. Соревнования состоят из пяти классов: Ranch riding (аналог western pleasure); Ranch trail (аналог trail) часто маршрут раскладывают на естественном ландшафте, а не на манеже; Ranch Cutting (аналог cutting); Working ranch horse (объединяет reining, roping и working cow horse); и Ranch Conformation (выводка, судится как halter class). Пара лошадь-всадник участвуют в каждом из них, и по результатам всех пяти классов выбирается победитель. В этих соревнованиях не допускаются никакие «украшения» на одежде всадника и снаряжении лошади. Под эгидой Федерации Конного Вестерн Спорта летом 2008 года в Можайске (КТБ Аванпост) прошли первые в России соревнования по этой дисциплине.

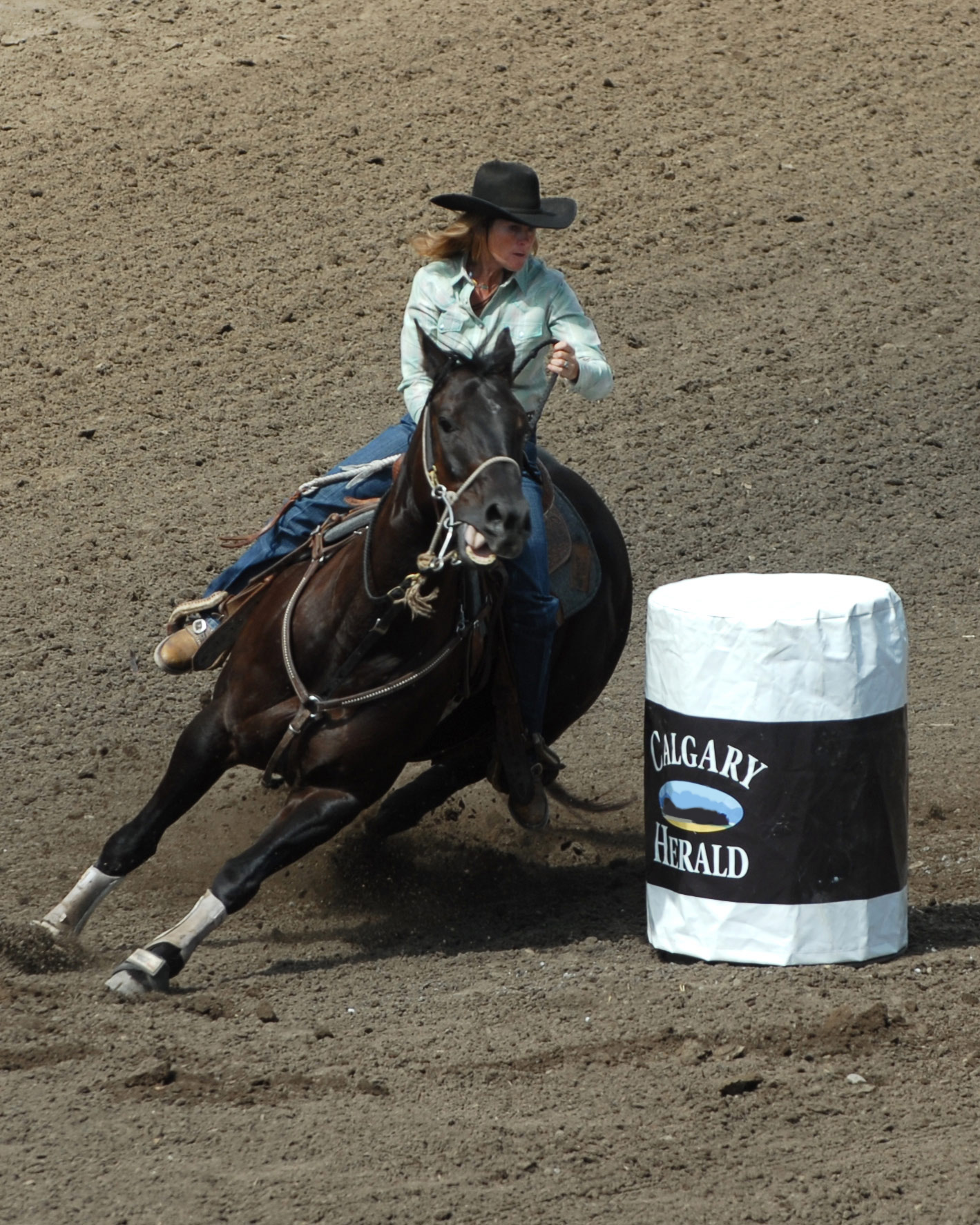
Barrel racing

### Родео
Родео — несколько иное проявление вестерн-соревнований. В нём больше азарта и скорости. Родео — не какой-то отдельный вид спорта, в родео входит несколько дисциплин:
- Barrel racing — скачки вокруг бочек. Сейчас это, пожалуй, единственная дисциплина в родео, где выступают только женщины. Участницы стартуют по одному, необходимо как можно быстрее проехать маршрут вокруг трёх бочек, расставленных треугольником. Скорость прохождения дистанции на соревнованиях весьма высокая — результаты лучших пар всадница-лошадь — менее 15 секунд.
- Barrel pissing — вариант предыдущей дисциплины, в котором выступают всадники-мужчины. Участник должен не только проехать вокруг бочек, но и помочиться в каждую из них.